# Voo Turkish Airlines 6491
O voo Turkish Airlines 6491 (TK6491/THY6491) foi uma rota aérea internacional de cargas, operada pela Turkish Airlines, entre o Aeroporto de Chek Lap Kok, em Hong Kong para o Aeroporto de Atatürk, em Istambul, com uma escala no Aeroporto Internacional de Manas, em Bisqueque (Quirguistão).
Em 16 de janeiro de 2017, às 7h31min (UTC+6), o Boeing 747-400F da companhia de carga aérea turca MyCargo Airlines que operava o voo despenhou-se em Bisqueque após ser atingido por uma névoa espessa e falhar na tentativa de arremedita.
O acidente causou a morte dos quatro tripulantes e de 33 pessoas em terra, moradoras em Dacha-Suu, uma vila localizada a cerca de dois quilômetros a oeste do aeroporto. Pelo menos 32 casas foram destruídas no local do acidente. Quinze pessoas foram feridas em terra, incluindo seis crianças. É considerado o último acidente aéreo fatal envolvendo o Boeing 747.

## Aeronave

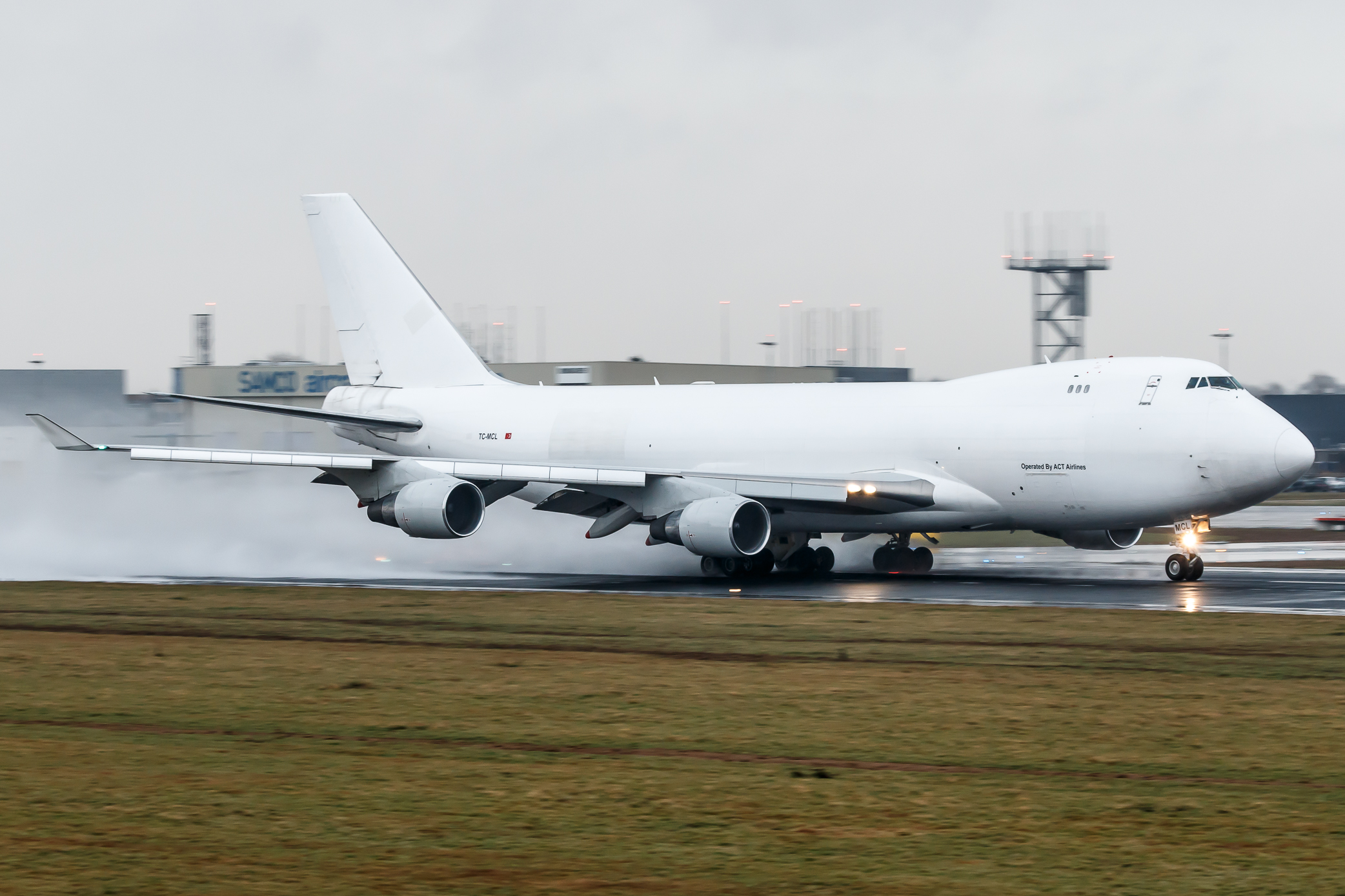
TC-MCL, A aeronave envolvida, fotografada durante sua decolagem

A aeronave envolvida era um Boeing 747-400F, registrado como TC-MCL e com o número de série 32 897. A aeronave foi originalmente operada pela Singapore Airlines Cargo e já tinha voado um total de 45 000 horas em junho de 2016.
A aeronave pertencia à empresa de carga MyCargo Airlines, mas que operava com sua companhia administradora Turkish Airlines.